# Пихлап, Тармо
Та́рмо Ю́ханович Пи́хлап (эст. Tarmo Pihlap, 21 апреля 1952, Абья-Палуоя, Вильяндимаа — 3 августа 1999, Таллин) — советский и эстонский музыкант, певец и гитарист.

## Биография
Родился в городе Абья-Палуоя, Вильяндиский район, Эстонская ССР.

### Образование
Тармо Пихлап учился игре на скрипке в Тартуской музыкальной школе имени Хейно Эллера. Его учителем была Эльфрида Никлус, мать Марта Олава Никлуса, которая охарактеризовала своего ученика как «ребёнка, пальцы которого сияют золотом». После того, как Пихлап сломал запястье во время прыжков в длину на уроке физкультуры в школе, ему пришлось бросить занятия на скрипке, потому что его правая рука перестала достаточно сгибаться. В 1970—1972 годах учился игре на ударных в Таллиннской музыкальной школе. В 1986 году он окончил музыкальную школу по специальности пение. В том же году Тармо начал заниматься классическим пением в Эстонской академии, но ушёл оттуда до окончания первого семестра.

### Музыкальная деятельность
Тармо увлёкся пением и игрой на гитаре, слушая музыку The Beatles. Долгое время играл в группах Varjud, Jüngrid, Melodica, Vana Toomas, Fix, Palderjan. В конце 1980-х недолгое время играл в группе Koduran. По словам коллег-музыкантов, Тармо Пихлап был лучшим йодлером в Эстонии. Он пел с 1987 по 1991 год. Тармо исполнял эстонскую часть песни «Atmostas Baltija». Время от времени вёл музыкальные радио- и телепередачи, например программу ETV «Альбом Тармо» (1993—1995, не менее 34 передач). Его образцами для подражания были его друг Артур Ринне и Том Джонс, а также ему нравился Вольдемар Куслап.

### Болезнь и смерть
Тармо Пихлап страдал сахарным диабетом и умер 3 августа 1999 года в результате диабетического кетоацидоза, так как заснул, не сделав инъекцию инсулина.

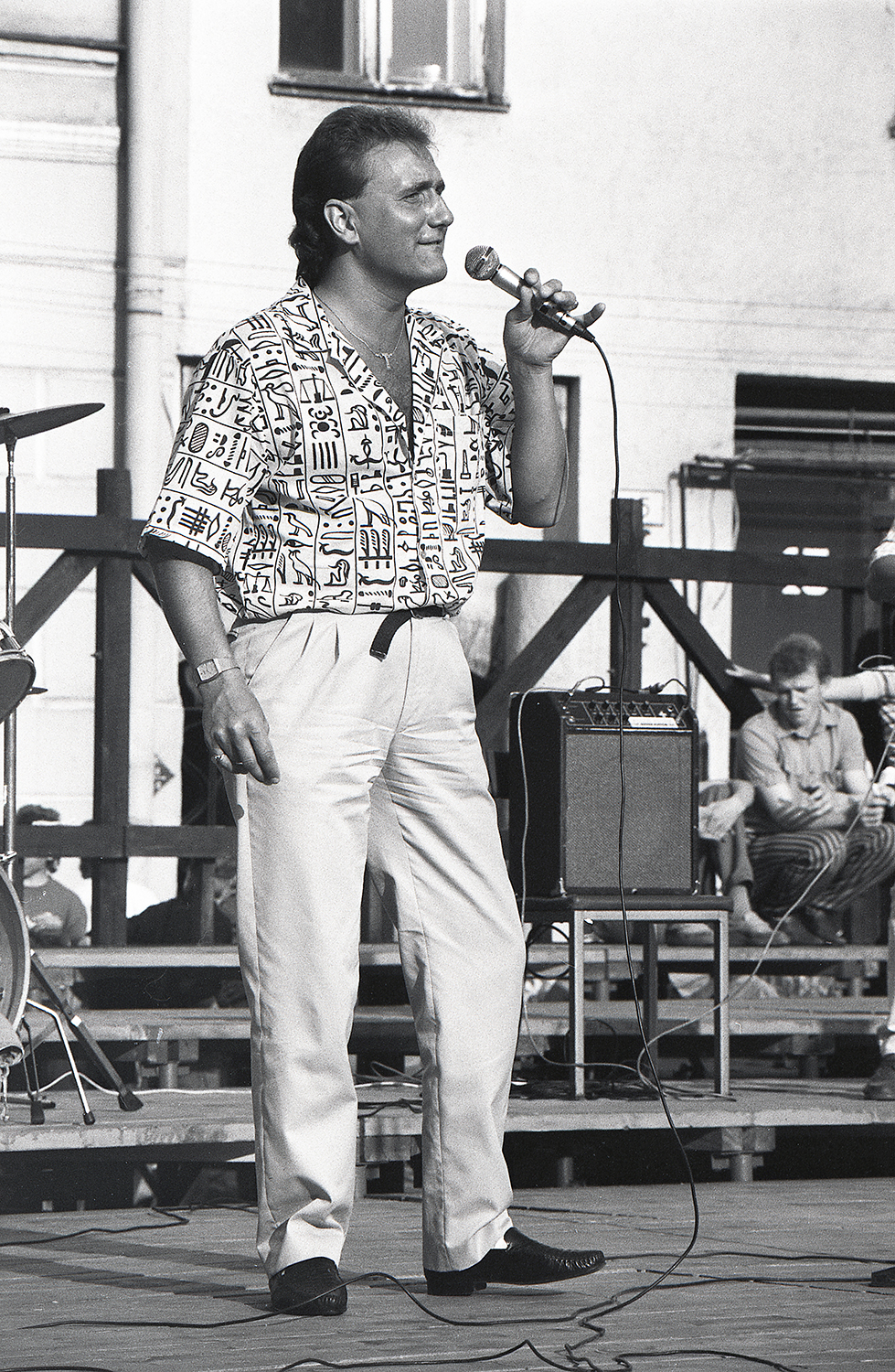
Тармо Пихлап в 1988 году

## Творчество

### Альбомы
- 1981 — Tarmo Pihlap (1981) (Мелодия, 7" LP)
- 1985 — Tarmo Pihlap (1985) (Мелодия, 7" LP)
- 1993 — Tarmo Pihlap (1993) (Arlim, MC)
- 1994 — Sillad (Valindo, CD, MC)
- 1995 — Valged roosid (Valindo, МС)
- 1997 — Aeg kaob, rõõmud jäävad (Aidem Pot, CD, MC)
- 1998 — Jõhvikad (Hitivabrik, CD, MC)
- 1999 — Valged roosid (Hitivabrik, CD)
- 2000 — Tarmo Pihlap — 70 parimat laulu Eesti kullafond[эст.] (Hitivabrik, 3CD, 2MC)
- 2001 — Parimad (Records 2000, CD)
- 2008 — Classics (Records 2000, CD)

### Выступления
- Клуб рыболовецкого колхоза имени С. М Кирова в Вийнисту.
- Концертный зал национальной оперы «Эстония» — концерт к 40-летию Тармо Пихлапа «Ei tea, miks aeg kaob käest» («Не знаю, почему время уходит»).

## Личная жизнь
- Первая жена — Эви Пихлап (девичья фамилия Кулль; её сестра — Элле Кулль).
  - Дочери Каролин и Марианна.
- Вторая жена — Кая Аалисте.
- Брат — Прийт Пихлап.

Пихлап женился на Эви Кулль 19 июля 1976 года. По словам Эви, они расстались из-за чрезмерного пьянства Тармо. После развода Тармо уехал с улицы Фельмана. В последний раз они встретились летом 1999 года в доме Эви.
Тармо любил шутить о том, что его не призвали в армию, говоря, что он не может дать пощёчину офицерам, потому что его правая рука ограничена в высоте.
Тармо любил жить в деревне и рыбачить. По словам Эви, Тармо никогда не был гордым, высокомерным, бабником и не вёл себя как знаменитость. Тармо восхищался певцами, которых он считал лучше себя, и ценил классическое певческое образование и певцов, которые его получили.

## Память
- В конце августа 1999 года друзья Тармо Пихлапа организовали мемориальный концерт в его честь на парковке торгового центра «Rocca al Mare» в Таллине.
- К 70-летию Тармо Пихлапа, в апреле 2022 года, в Тарту и Таллине прошли гала-концерты «Tarmo Pihlap 70 — „Valgeid roose“». Песни Тармо Пихлапа исполнили Койт Тооме, Прийт Пихлап, Маргус Каппель, Меэлис Пундер, Виктор Васильев, Калле Сепп, Ян Ууспылд, Эвальд Райдма и Дагмар Оя[6].

### Телепередачи
- «Поёт Тармо Пихлап / Laulab Tarmo Pihlap» (ETV, 05.12.1981)
- «Осенние размышления / Sügismõtteid». Tarmo Pihlap ja Urmas Ott (ETV, 04.12.1983)
- «Estraaditähestik: Tarmo Pihlap» (ETV, 22.05.1988)
- «Igihaljaid meloodiaid: Tarmo Pihlap» (ETV, 1 выпуск 02.12.1989, 2 выпуск 11.02.1990, 3 выпуск 12.06.1990)
- «Duett-duell: Tarmo Pihlap» (ETV, 10.02.1992)
- «Ei tea, miks aeg kaob käest: Tarmo Pihlap 40» (ETV, 1 часть 14.06.1992, 2 часть 24.06.1992)
- «Ahvatlev ettepanek: Tarmo Pihlap» (ETV, 06.01.1993)
- «Carte blanche: Tarmo Pihlap» (ETV, 09.09.1997)
- «Ob-la-di, Ob-la-da: Tarmo Pihlap» (ETV, 25.12.1999)
- «Laulu lugu: Tarmo Pihlap» (ETV, 26.03.2018)
- «Amarillo. Tarmo Pihlapi kustumatud hitid» (ETV, 31.12.2020)